# Academia Nacional de Farmácia
A Academia Nacional de Farmácia foi criada em 13 de agosto de 1937 e reúne em seu quadro associativo farmacêuticos,  médicos, odontologistas e cientistas de várias áreas do conhecimento,  muitos dos quais consagrados em livros, prêmios,  nomes de institutos, em placas de ruas e outras distinções do Brasil. 
Nomes como de Cândido Fontoura de Silveira, Virgílio Lucas, Abel de Oliveira, Gerardo Magela Rijos, Carlos Henrique Liberalli, Antenor Alves de Sousa Machado entre outros dão a dimensão da grandeza da Academia Nacional de Farmácia e de seu papel para as ciências farmacêuticas no Brasil. 

## História
De acordo com o livro Da Botica Real ao Laboratório Químico do Exército de autoria do Acadêmico João Paulo Vieira é difícil resgatar a história das atividades dos boticários no Brasil. Pode-se iniciar lembrando de Diogo de Castro, primeiro boticário, integrante da comitiva de Tomé de Sousa, em 1549.  
Muitos Brasileiros consideram o padre José de Anchieta o primeiro Boticário ou Farmacêutico do Brasil. Chegou ao Brasil em 1553 e possuía extenso conhecimento de plantas medicinais.
Em 21 de maio de 1808, Dom João VI oficializou a abertura dos portos brasileiros. Incentivou a criação de indústrias, criou o Banco do Brasil, a Academia de Belas Artes e também a Botica Real Militar. Esta última converteu-se no atual Laboratório Químico Farmacêutico do Exército, em plena atividade.   
Em decorrência dos estímulos, incentivos e modelos promovidos por Dom João VI, no século XIX, os Farmacêuticos criaram em 1916 a Associação Brasileira de Farmacêuticos. Em 1924, surge o Conselho Científico da Associação Brasileira de Farmacêuticos e, a partir de 13 de agosto de 1937 passa a ser a Academia Nacional de Farmácia, com sede na cidade do Rio de Janeiro.